# Tropidophora fimbriata
Tropidophora fimbriata là một loài ốc đất trong họ Pomatiidae.

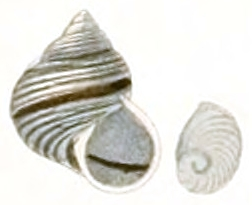
Hình vẽ năm 1846 bởi Ludwig Karl Georg Pfeiffer.

Loài này được tìm thấy ở Mascarenes. Phân loài bao gồm T. f. rodriguesensis và T. f. haemostoma.
Tropidophora fimbriata được mô tả lần đầu tiên với danh pháp Cyclostoma fimbriata bởi Jean-Baptiste Lamarck in 1822.